# كنيسة المهد في بيت لحم، أقدم كنائس فلسطين
كنيسة المهد في بيت لحم، أقدم كنائس فلسطين هو كتاب للمؤرخ والباحث الفلسطيني الدكتور نظمي الجُعبة، صدر عن مؤسسة الدراسات الفلسطينية سنة 2022، يقع في 339 صفحة. يسلط الضوء على كنيسة المهد في بيت لحم وأهميتها التاريخية على مر العصور ويتناول مجمل تاريخ الكنيسة، الروحي والمعماري والفني، ويتتبع مختلف المراحل التي مرت بها. كما يقدم وصفاً تفصيلياً لزخارفها ومعانيها، ويرافق أعمال الترميم الأخير التي كان المؤلف أحد المشرفين عليها.

## ملخص
يتناول الكتاب في عشرة فصول تاريخ الكنيسة من النواحي المعمارية والروحية والفنية، ويتتبع تطورها المعماري والفني، ويقدم تفصيلا لزخارفها وبنيتها الهندسية ومعاني الرسوم التي تتضمنها، كما أنه يتتبع تاريخ الطوائف المسيحية المتعاقبة عليها ويناقش تقسيمها بينهم خلال الفترات التاريخية. 
يشرح الكاتب عمليات الترميم المتعاقبة على الكنيسة لتحافظ على شكلها خلال أربعة عشر قرنا منذ تأسيسها وخصوصاً عمليات الترميم الأخيرة، والذي كان هو واحدا من المشرفين عليها.
يتضمن الكتاب مقدمة وكلمة ختامية وملحق الترميم ومراجع بالعربية والأجنبية وروابط إلكترونية، وجدولاً بأهم التواريخ والأحداث المرتبطة بكنيسة المهد.